# Алтар-де-Сакрифісіос
Алтар-де-Сакрифісіос (ісп. Altar de los Sacrificios) — руїни міста цивілізації мая у департаменті Петен (Гватемала). Назва перекладається як «Вівтар жертвопринесень».

## Історія
Старовинна назва Алтар-де-Сакрифісіос донині ще не розшифрована, незважаючи на виявлення «емблемного ієрогліфа». Археологічні знахідки свідчать, що населення цього міста почало тут освоюватися близько 1000 року до н. е., у докласичний період. Населення цього періоду відповідало «культурі Ше» (за однією з гіпотез вони потрапили до Петена з гірської частини через басейн річки Лакатун). Втім тривалий час поєднувало осілий та кочовий спосіб життя.
Наступний етап — «Сан Фелікс» — тривав з 600 по 300 рр. до н. е. Загальна територія селища майже не збільшилася. Стала архітектура з'явилася в 500—450 роках до н. е., коли зводилися перші церемоніальні будівлі.
У пізній докласичний період (між 300 роком до н. е. та 150 роком н. е.) було побудовано ритуальний центр, відбувалися політичні процеси, що завершилися формуванням власного царства. Протягом етапів «Планча» і «Салінас» (300 рік до н. е. — 450 р н. е.) в місті відбулося зростання населення, почалося активне будівництво.
Піднесенню міста та держави сприяло вигідне розташування та плодючі ґрунти. У середині V ст. н. е. об'єднало навколо себе менші політії басейну річки Пасьйон. При цьому були встановлені торговельні зв'язки з Теотіуаканом. Втім внаслідок військових конфліктів другої половини VI ст. відбулося послаблення держави, що тривало до початку VII ст.
Розквіт припав на 661—771 роки («етап Пасьйон»), але в той же саме час відбулося зменшення ролі цього міста-держави внаслідок посилення держав спочатку в Сейбалі, а згодом — у Дос-Пілас.
Значного удару завдало вторгнення на ці землі одного з народів науа в 835 році. Відповідно до досліджень вже з 849 року тут правила нова, яку вважають «варварською» (із загарбників), династія. Населення мая змішалося з чужинцями з Центральної Мексики. Крім того, відомо про вплив племен мая-чонталь. Остання згадка про населення цього міста датується 910 роком. Водночас археологічні розкопки довели про його існування до середини X століття.

## Опис
Алтар-де-Сакрифісіос розташований на південному березі річки Пасьйон, на відстані 1,5 км від злиття з річкою Салінас, поруч з кордоном Мексики, на відстані 45 км від міста Флорес. У давні часи тут знаходився своєрідний острів серед навколишніх боліт. Від інших відомих руїн міст мая — Яшчілана та Сейбаля відділяє 80 та 60 км відповідно.

### Архітектура
За своєю архітектурою умовно відповідає стилю Усумасінти. Загальна територія міста становить до 150 га. Ранні будови зводилися з червоного пісковика, дерева і глини, з 630-х років застосовувався білий вапняк.
Місто складається з трьох близько розташованих, але цілком самостійних архітектурних груп, позначених буквами латинського алфавіту: «А», «В» і «С». На півночі ці групи обмежені річкою Пасьйон, на сході — низькою болотистою рівниною, а на півдні — невеликим, глибоким (до 4 м) яром струмка Сан-Фелікс. На заході місто не має чітко виражених меж, там знаходиться зручна для життя місцевість і декілька нечисленних груп житлових будівель, загальною чисельністю до 40 «пагорбів».
Будівлі ритуально-адміністративного центру займають горбисту ділянку землі до 10 м заввишки над рівнем річки і площею близько 14 га (400 × 350 м). Протягом усієї історії ритуально-адміністративний центр декілька разів змінював розташування. Це пов'язують з політичними подіями, зокрема зміною династій. Втім усі вони розташовані на східній, більш високій, частині. Житлові споруди зводилися на західному боці.
Спочатку (600—300 роки до н. е.) центр розташовувався в комплексі будівель відомих як група «В». Тут є головна піраміда мая в цьому місті (Будівля В1) заввишки 36 м. Трохи згодом зводяться Будівлі B2, B3 (храми), В4 (палац). Ядро групи утворює прямокутна площа, оточена монументальними кам'яними будівлями.
Чітко виражений ритуально-адміністративний центр наприкінці докласичного періоду знаходився в групах «В» і «С». Того часу зростали розміри храмових будівель, поліпшилася техніка їхнього оформлення. До кінця етапу «Салінас» з'явилися архітектурні споруди з червоного пісковика, настав «червонопісковицький» архітектурний період у 400—635 роках.
Архітектурна традиція цієї групи демонструє помітну схожість з сусідніми великими ритуально-адміністративними центрами мая, зокрема в Уашактуні та Тікалі.
З 550-560-х років центр перемістився до комплексу, відомому як група «А». Її основу становлять Північний та Південний майдани, загальною площею 1600 м2, охоплює 25 будівель. Спочатку група являла собою велику прямокутну площу розмірами 280 × 80 м, яку оточували споруди з червоного пісковика — А-I, А-II і А-III. Палацова будівля А-I оточує площу з півночі. Разом з будівлями A-VII, А-VIII і А-IX, що примикають до палацу із заходу, А-I утворює величезний акропольний комплекс. Під центральними сходами А-I, що ведуть до площі, знаходилися схованки з ритуальними приношеннями, зокрема 9 фігурних кременів, шматочки необробленого нефриту, морські мушлі, голки морських їжаків (деякі зі слідами червоної фарби), обсидіанові ножеподібні пластинки і хребці риб.
А-III є ступінчастою пірамідою на низькій платформі. Єдині сходи вели від платформи до пласкої верхівки піраміди, де був поміщений різьблений вівтар (вівтар 5) з білого вапняку. Під цим монументом виявлено ритуальну схованку з 10 фігурними кременями і 8 фігурними шматочками обсидіану. Всередині платформи А-III перебували три найбільш багаті гробниці міста з пишним поховальним ритуалом.
Між Південною і Північною площею розташовувався майданчик для гри у м'яч (відомий під назвою «Будівля A-V»), його ігрова площа становила 249,12 м2.
Група «С» є найменшою, тут розташовувалися переважно оселі знатних та заможних мешканців міста.
На захід від трьох груп («А», «В» і «С»), що становлять центральне ядро міста, виявлено декілька десятків платформ рядових жител. Вони тягнуться на 700—1000 м на захід від Групи «В». Загальна їх кількість (з тих, що виявлені і нанесені на карту) дорівнює близько 54. Прямо через річку від центру міста знаходяться дві групи невеликих пагорбів — залишки житлових будівель, названі «Мільпа Клементе» і «Ель Трапіче». Вони так близько відстоять від Алтар-де-Сакрифісіос, що, на думку дослідників, цілком могли входити безпосередньо до його складу.

### Поховання
Виявлено 136 поховань різних типів і різного часу. Вони зустрічалися в руїнах осель, палацах, храмах, під вимостками площ і т. д. і представляють всі соціальні групи маянського суспільства. Найбагатших і пишніших поховань відомо поки три: 88, 96 і 128 (усі група «А»).
Найвагомішим є те, що тут було знайдено рештки жінки віком 40-44 роки з 15 глиняними посудинами, глиняною маскою з реалістично зображеним людським обличчям (трохи менше натурального розміру), сланцеве дзеркало, перли, 476 намистин з жадеїту, 538 намистин з мушель, безліч інших прикрасі — трубочок, пронізок, дисків, намистин (з глини, каменю).

### Скульптура
Загалом виявлено 19 стел (16 різьблених і 3 гладеньких) і 29 вівтарів (7 різьблених, 19 гладеньких, 3 чашоподібних), що належать до періоду з 455 до 849 року. З них 11 стел знаходяться біля Північної площі групи «А». Інтерес викликає вівтар 2 (Південна площа, біля стели 8), де знайдено «емблемний ієрогліф» (поки що єдиний серед усіх монументів). Тут вперше в скульптурі мая різьблені стели пов'язані не з храмом, а з палацової будівництвом.
Ще 7 стел і 9 вівтарів знайдено в районі групи «В». Це найстаріші стели (10, 11, 12, 13 з датами від 455 до 524 року н. е.). Вони не мають жодного зображення, лише написи. Біля групи «С» вівтарі та стели не знайдено.
З 16 різьблених стел зображення збереглися лише на 9 (на інших — лише написи), розібрати сюжет тільки на 4: стели 1 (662 рік), 7 (711 рік), 9 (633 рік) і 16 (751 рік). Усі вони належать до групи мотивів, умовно визначених як «династичні»: особа високого рангу зображено в пишному вбранні і химерному головному уборі, що тримає поперек грудей «ритуальну смугу» — символ царської влади.
При створенні скульптур застосовувався флінт та обсидіан. Останні переважно використовувався для створення дрібної пластики. З нього знайдено 270 речей, що зображують насамперед тварин, частково людей.

### Кераміка
Кераміка представлена доволі витонченими та якісними поліхромними виробами. Тут виявлено поховання жінки зі знатного або царського роду («Поховання 96» групи «А»). Серед поховальних дарів, котрі супроводжували померлу, особливо виділяється витончена поліхромна ваза циліндричної форми, на якій зображена складна сцена ритуалу, пов'язаного з похоронами. Ретельне вивчення кераміки з цієї гробниці виявило наявність там крім місцевих типів трьох привезених посудин з різних областей мая: Яшчилана, Тікаля і Альта-Верапас (гірська Гватемала). Встановлено дату цієї події — 754 рік.
Дослідження довели, що внаслідок військових конфліктів частина майстрів перебралася до міста Чама, де сприяли формуванню тамтешньої школи кераміки, відомої тепер як «стиль Чама». У IX ст. в Алтар-де-Сакрифісіосі поширилася «тонка помаранчева кераміка».

## Історія досліджень
Виявив це городище А. Модслі у 1882 році, який його оглянув, але не дав назви. Перші дослідження у 1895 році здійснив австрійський маяніст Теоберт Малер. Він дав йому назву, під яким це місто відоме тепер, оскільки на першій стелі виявив сцену з жертвопринесення. У 1904 році він ще раз відвідав Алтар-де-Сакрифісіос.
У 1914 році тут проводили дослідження Г. Спінден и С. Морлі. У 1928 році тут проводив дослідження Франс Блом, 1934 році — А. Л. Сміт, Г. Поллок і Е. Шук, які склали мапу руїн. У 1944 році тут нетривалий час вів дослідження Сильванус Морлі.
У 1958—1963 роках тут проводили дослідження фахівці музею Пібоді Гарвардського університету (США) на чолі із Гордоном Віллі та Августом Лед'ярдом Смітом. Дотепер нових археологічних експедицій не здійснювалося.